# Ілек (притока Уралу)
Ілек (каз. Елек, башк. Илəк) — річка в Актюбінській області Казахстану та Оренбурзькій області Росії, найбільша ліва притока Уралу. Належить до внутрішнього безстічного Арало-Каспійського басейну.

## Географія
Річка Ілек бере свій початок на північно-західних схилах Мугоджар (південне пасмо Уралу), поблизу міста Кандиагаш. Тече в північно-західному напрямку по Підуральскому плато і впадає у річку Урал поблизу села Ілек. Довжина — 623 км, площа басейну 41,3 тис. км². Середня витрата води поблизу села Чілик близько 40 м³/с (112 км від гирла). Середня величина річного стоку 1569 м³. Річка має широку, добре розроблену долину з двома надзаплавними терасами. Широка заплава Ілека рясніє численними протоками, озерами-старицями, лугами, заростями чагарників і листяними лісами. Живлення, головним чином, снігове. Замерзає в кінці листопада, скресає в кінці квітня.

## Назва
Назва річки походить від казахського слова: елек або від башкирського — илəк, що означає «сито», тому що в цьому районі казахи і башкири здавна видобували сіль.

## Притоки
- ліві: Карабутак, Тамди, Хобда.
- праві: Велика Піщанка, Ветлянка, Мала Піщанка.

## Населенні пункти
На річці Ілек розташовані міста Кандиагаш, Алга, Актобе, Соль-Ілецьк. У нижній течії по річці проходить державний кордон між Казахстаном і Росією. При впадінні в Урал, розташоване село Ілек (колишнє Ілецьке містечко), адміністративний центр Ілекського району (Оренбурзька область).